# Mooka (Tochigi)

Ubicación de Mooka en la Prefectura de Tochigi.

Mooka (真岡市 Mooka-shi?) es una ciudad japonesa ubicada en la Prefectura de Tochigi. Cuenta con una población de unos 65.000 habitantes, de los que un diez por ciento son inmigrantes (brasileños, 3.000; peruanos, 900).